# Craterellus aureus
Espèce
Synonymes
- Cantharellus aureus (Berk. & M.A. Curtis) Bres. 1913[1]
- Cantharellus diamesus (Ricker) Pat. 1928[1]
- Craterellus laetus Pat. & Har. 1912[1]
- Thelephora diamesa Ricker 1906[1]
- Trombetta aurea (Berk. & M.A. Curtis) Kuntze 1891[1]

Craterellus aureus est une espèce de champignons du genre Craterellus, de la famille des Cantharellaceae. Cette espèce comestible, décrite depuis Hong-Kong, est présente au Japon, à Taïwan, au Vietnam et au Laos ainsi qu'au Congo et au Gabon,.
Craterellus aureus est représenté par un carpophore de 4 à 10 cm de diamètre en entonnoir jaune orange infundibuliforme et décurvé. L'hymenium est décurrent et orange. Les pieds sont égaux, de 1.5 à 2.5 cm sur 0.5 à 1 cm. Les spores sont elliptiques, mesurant de 7 à 9 sur 5 à 7 μm. Les cystides sont invisibles et les basides, portant quatre stérigmates, mesurent de 50 à 75 par 6 à 8 μm,,.